# قائمة الدول حسب صادرات الألماس
فيما يلي قائمة بالدول حسب صادراتها من الألماس. البيانات تعود للأعوام 2012 و 2015 و 2016 وهي بمليارات الدولارات، وقد جمعها مرصد التعقيد الاقتصادي. حاليا تم إدراج الدول المصدرة للألماس بأكثر من مليار دولار في 2015:

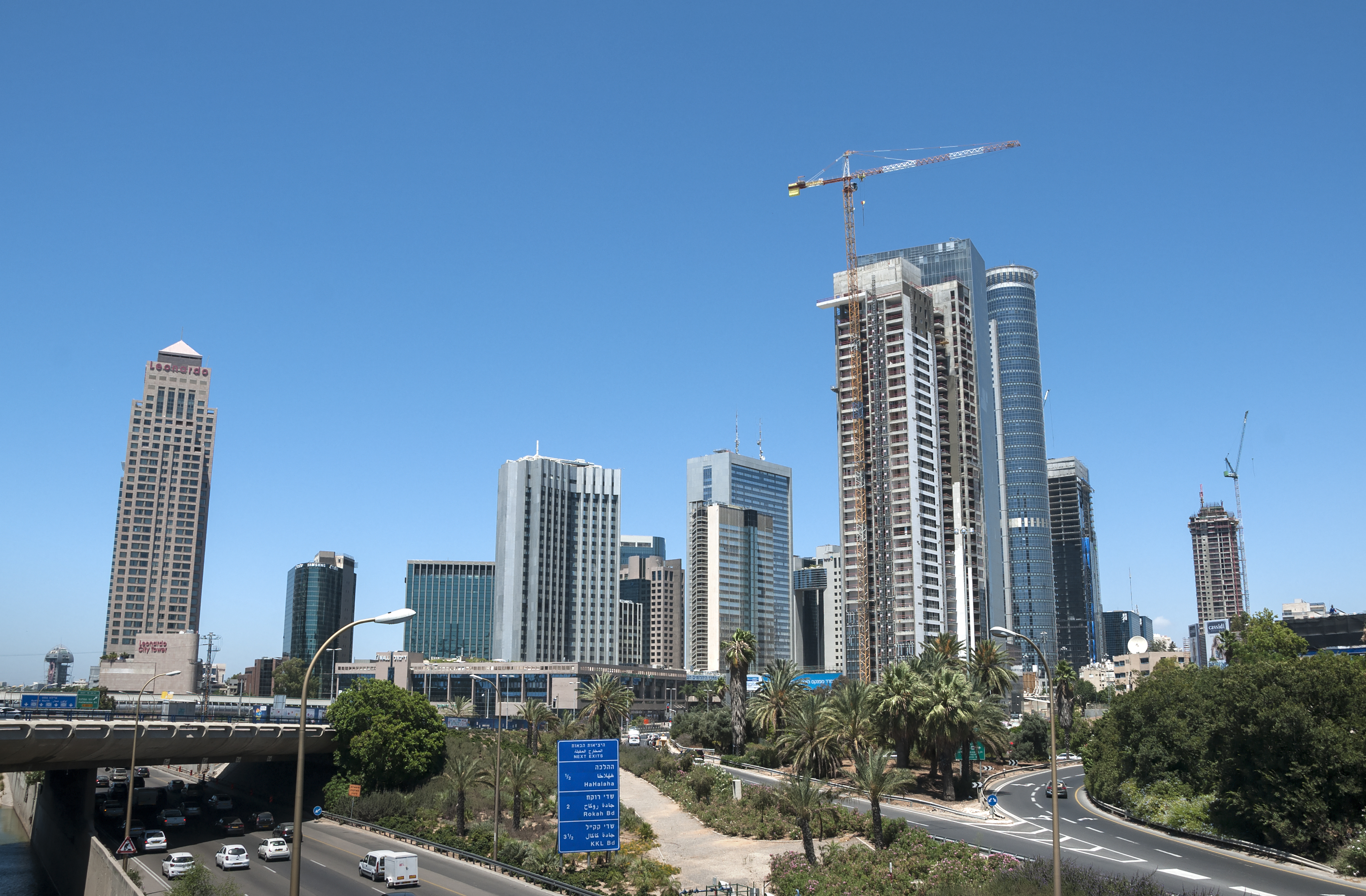
حي بورصة الماس في رمات جان في إسرائيل

الصادرات في القائمة التالية هي بمليارات الدولارات الأمريكية.
| الدولة                   | صادرات 2012 | صادرات 2015 | صادرات 2016 |
| ------------------------ | ----------- | ----------- | ----------- |
| الهند                    | 2.41        | 23.2        | 29.4        |
| بلجيكا                   | 13.9        | 19.9        | 18.9        |
| إسرائيل                  | 3.45        | 14.8        | 14.1        |
| جنوب إفريقيا             | 8.38        | 9.83        | 10.9        |
| الإمارات العربية المتحدة | 3.12        | 8.66        | 8.22        |
| هونغ كونغ                | 1.05        | 7.79        | 7.59        |
| الولايات المتحدة         | 0.64        | 6.81        | 5.64        |
| روسيا                    | 4.67        | 4.22        | 5.58        |
| سويسرا                   | 1.82        | 3.11        | 2.95        |
| كندا                     | 1.69        | 2.58        | 2.35        |
| الصين                    | 0.01        | 1.99        | 1.16        |
| أنغولا                   | 0           | 1.67        | 1.91        |
| المملكة المتحدة          | 10.2        | 1.58        | 1.32        |
| تايلاند                  | 0.16        | 1.24        | 0.91        |
| سنغافورة                 | 0.05        | 1.03        | 1.13        |

## وصلات خارجية
- atlas.media.mit.edu - مرصد التعقيد الاقتصادي - البلدان المصدرة للماس (2012)
- atlas.media.mit.edu - مرصد التعقيد الاقتصادي - البلدان المصدرة للماس (2015)
- https://atlas.media.mit.edu/en/visualize/tree_map/hs92/export/show/all/7102/2016/ atlas.media.mit.edu - مرصد التعقيد الاقتصادي - البلدان المصدرة للماس (2016 )